# Državna cesta D7
Die Državna cesta D7 (kroatisch für ,Nationalstraße D7‘) ist eine Nationalstraße in Kroatien. Die in ihrer Verkehrsbedeutung weitgehend von der in etwa parallel verlaufenden Autocesta A6 abgelöste Straße führt in Anschluss an die ungarische 56-os főút von der ungarisch-kroatischen Grenze bei Udvar in südlicher Richtung nach Beli Manastir und an Darda in der kroatischen Baranja westlich vorbei. Sie überquert am Westrend von Osijek die Drau. Anschließend umgeht sie Čepin im Westen und setzt sich in südwestlicher Richtung nach Đakovo fort, das auf einer Umgehungsstraße im Westen umfahren wird. Von dort verläuft die Straße nach Süden über Vrpolje und weiter über die Autocesta A3, die bei der Anschlussstelle Velika Kopanica gekreuzt wird, nach Slavonski Šamac an der Save, wo eine Brücke nach Šamac in Bosnien und Herzegowina führt. Dort schließt die M17 (Bosnien und Herzegowina) an.

## Geschichte
Während des Bestehens der SFR Jugoslawien trug die Straße die Nummer 3a (nördlich von Osijek).